# キャピトル・インターナショナル航空C2C3/26便離陸失敗事故
キャピトル・インターナショナル航空C2C3/26便離陸失敗事故は、1970年11月27日にアメリカで発生した航空事故である。
マコード空軍基地からカムラン空軍基地へ向かっていたキャピトル・インターナショナル航空C2C3/26便（ダグラス DC-8-63CF）が経由地のテッド・スティーブンス・アンカレッジ国際空港からの離陸時に滑走路をオーバーランし、乗員乗客229人中47人が死亡した。

## 飛行の詳細

### 事故機

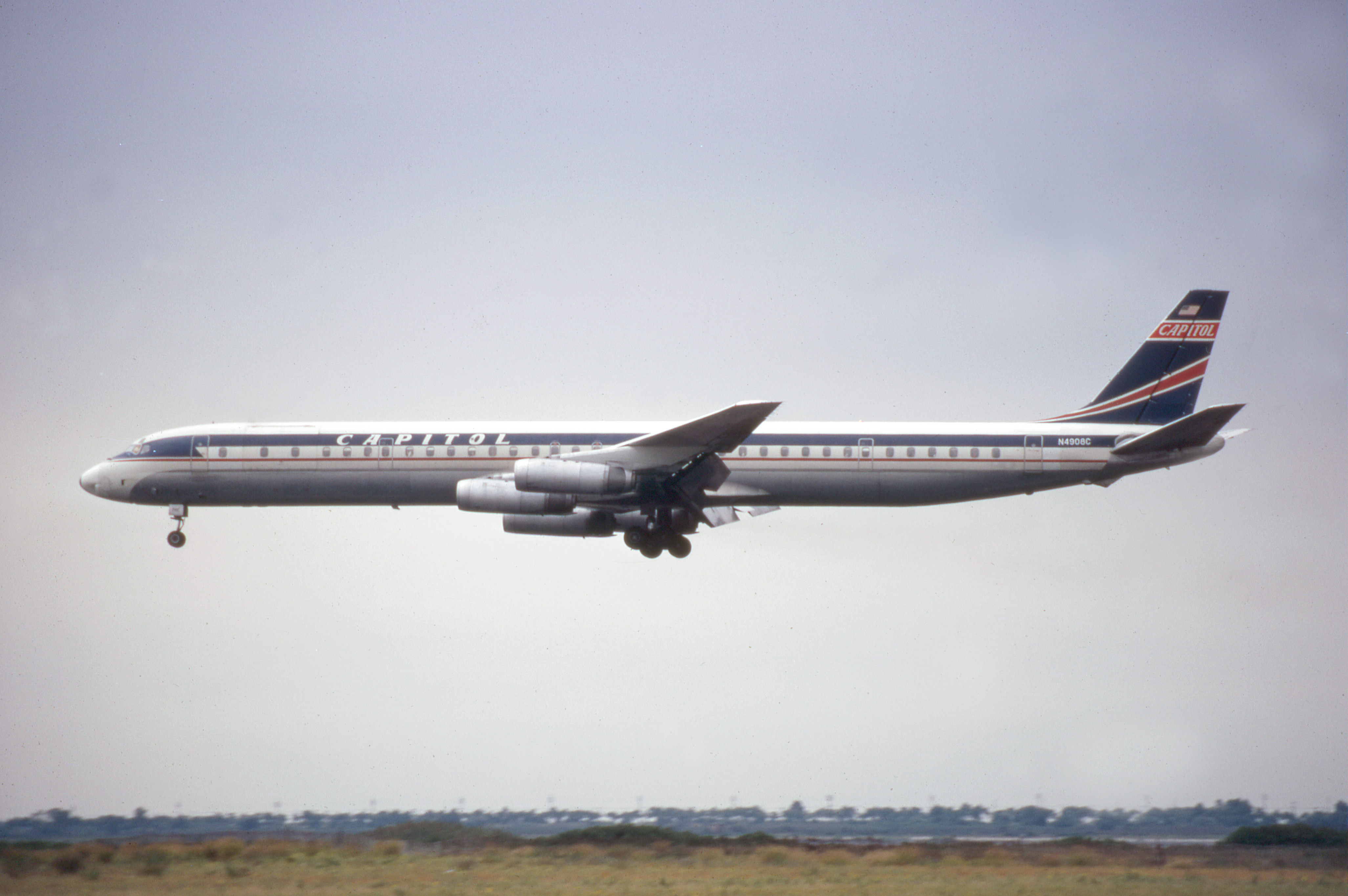
同型機のダグラス DC-8-63

事故機のダグラス DC-8-63CF（N4909C）は、1969年に製造番号46060として製造された機体で、総飛行時間は4,944時間だった。事故機では1970年9月から11月26日までの間に前脚について8件の報告がパイロットからされていた。ほとんどの報告は、タキシング中に機体が左へ勝手に曲がり始める、右折が難しいなどの内容だった。この報告を受けてキャピトル・インターナショナル航空は、前脚の左タイヤの交換、グリースの塗布、左右のステアリング・シリンダーの交換などを行った。最後の点検は事故の前日に行われており、ホイール6つと第3ブレーキシステムのアセンブリが交換されていた。

### 乗員
C2C3/26便にはコックピットクルー4人と客室乗務員6人が乗務していた。事故以前にコックピットクルー4人は3時間45分の飛行を含め、7時間20分勤務しており、勤務前には24時間の休息をとっていた。
機長は48歳の男性で、1955年1月1日からキャピトル・インターナショナル航空に勤務していた。総飛行時間は14,650時間で、DC-8では5,750時間の飛行経験があった。過去90日間での飛行時間は257時間で、過去30日間では87時間の飛行を行っていた。聞き取り調査によれば、機長は過去60日間でアンカレッジ国際空港へは10回飛行しており、いずれもDC-8での経験だった。
副操縦士は55歳の男性で、1962年5月28日からキャピトル・インターナショナル航空に勤務していた。総飛行時間は13,500時間で、DC-8では2,057時間の飛行経験があった。過去90日間での飛行時間は227時間で、過去30日間では83時間の飛行を行っていた。副操縦士は1970年5月からDC-8の機長昇格訓練を実施し、6回の訓練飛行を行っていたが、追加の飛行が必要と判断されたため、訓練は中止されていた。
航空機関士は41歳の男性で、1964年5月12日からキャピトル・インターナショナル航空に勤務していた。総飛行時間はおよそ10,000時間で、DC-8では2,000時間の飛行経験があった。過去30日間では69時間の飛行を行っていた。
航空士は53歳の男性で、1966年2月28日からキャピトル・インターナショナル航空に勤務していた。総飛行時間はおよそ14,000時間で、DC-8では2,500時間の飛行経験があった。

## 事故の経緯
C2C3/26便は、軍事空輸軍団によってチャーターされた国際旅客便で、ワシントン州のマコード空軍基地からテッド・スティーブンス・アンカレッジ国際空港と横田飛行場を経由してカムラン空軍基地へ向かう予定だった。乗客のうち213人が軍人で、他の6人は家族だった。AST12時04分にC2C3/26便はマコード空軍基地を離陸し、15時32分にアンカレッジ国際空港へ着陸した。着陸時には滑走路面が凍結していたため、最大制動がかけられた。駐機場に到着後、整備士がタイヤの状態を確認したが、異常は見られなかった。パイロットは第1エンジンの圧力比（EPR）が高すぎ、不正確であると整備士に話した。整備士は第1エンジンを給油中にチェックしたが、特に異常は見られなかった。他の3つのエンジンのEPRのセンサーは正常に機能しており、値に大きな差も見られなかったためパイロットは飛行継続を決定した。
プッシュバックを行う前、パイロットは除氷作業を受けた。16時54分ごろ、パイロットは滑走路06Rへのタキシング許可を得て、タキシングを開始した。17時02分、管制官は滑走路06Rからの離陸を許可した。操縦は副操縦士が担当し、機長はブレーキ操作や計器の監視を担当した。機長はエンジン出力を80%まで上げ、ブレーキを解除した。機体は135ノット (250 km/h)付近まで正常に加速したが、その後加速度が急激に低下した。そのため、V1への到達は通常よりも遅かったが、エンジン出力に異常が見られず、また十分な滑走路長が残っているとパイロットは判断し、離陸を継続した。145ノット (269 km/h)付近で加速度が元に戻り、機体は正常に加速し始めた。滑走路端から1,500-1,800m地点でC2C3/26便はVRに到達し、副操縦士は機首を9度ほど上げた。しかし機体は離陸せず、滑走路を走り続けた。152ノット (282 km/h)の速度で機体は滑走路をオーバーランし、機長は離陸中止を試みた。インタビューに応じた乗客は、機体が2,000フィート (610 m)から3,000フィート (910 m)ほどゆっくりと滑走した後、何かが爆発したような音を3回聞いたと話した。C2C3/26便は空港外周のフェンスとローカライザービーコンに接触し、左主翼から出火した。乗客の1人が非常口を開けたため、機内に火災が延焼した。17時05分、3/26便は滑走路端から3,400フィート (1,000 m)で排水溝に衝突し、停止した。胴体部は2つに分断され、右主翼が脱落した。

### 救助活動
衝撃により燃料タンクが損傷を負い、大量の燃料が漏れ出た。流出した燃料に火が燃え移り、機体尾部で大規模な火災が発生した。事故から3分以内に空港の消防隊が現場に到着し、消火活動を開始した。さらに2分後、市の消防隊も消火活動に加わった。活動中に左翼側で2度の爆発が発生し、脱出を行っていた多くの乗客が炎に巻き込まれた。その後も数度の小規模な爆発が起き、救助活動が妨げられた。コックピットのドアが衝撃により開かなかったため、パイロットたちは窓から避難し、乗客の脱出を手助けた。乗客たちは4つの非常口のうち3つからそれぞれ脱出した。事故により客室乗務員1人と乗客46人が死亡した。また、6人の乗員と43人の乗客が負傷した。救助された174人が地元の病院に搬送された。

## 事故調査
国家運輸安全委員会（NTSB）が事故調査を担当し、現場に10人の調査官が派遣された。連邦当局と地方当局、キャピトル・インターナショナル航空はいずれも事故原因などについてのコメントを控えた。NTSBは機首が再び滑走路に接触し、一連の爆発が起きたと述べた。2つのブラックボックスは現場から回収された。しかし、コックピットボイスレコーダーは激しい火災により大きく損傷しておりデータの復元が不能だったため、パイロットの証言に頼ることとなった。一方、フライトデータレコーダーからは最後の3分20秒の記録の取り出しに成功した。
事故の2日後、滑走路の調査が行われた。滑走路上からは複数のタイヤ片が発見された。タイヤ片は滑走路端から560フィート (170 m)地点と5,000フィート (1,500 m)から6,000フィート (1,800 m)地点で発見された。破片は、一度溶けた後再び固まったようなもので、滑走路の右側に多く散乱していた。この事から、乗客達が聞いた爆発音は複数のタイヤが破裂した際の音だと推測された。また、破裂していないタイヤの調査から、タイヤがロックされており、回転していなかった可能性が浮上した。しかし、パーキングブレーキは解放位置にセットされており、ブレーキシステムが故障した兆候も見られなかった。
NTSBはNASAの協力を得て、タイヤの走行特性について調査した。調査官は事故当時、滑走路面が凍っており、タイヤと滑走路面間の摩擦係数が低かったことに注目した。このことから、ブレーキが作動していなかったとしてもタイヤが十分に回転しなかった可能性を疑った。しかし、実験から滑走路面が凍っていたとしてもタイヤが十分に回転することが実証された。次に調査官は、ブレーキが作動している状態で実験を行った。するとタイヤとの摩擦熱により滑走路面の氷が溶け、ハイドロプレーニング現象が発生した。これにより摩擦力が大きく減少し、機体は水の膜を滑る形で加速し始めた。100ノット (190 km/h)付近までの加速は通常の離陸時と変わらない程度だった。その後、タイヤが熱によって溶けていくにつれて摩擦係数が増し、加速が鈍くなっていった。タイヤは滑走路面との摩擦により加熱され、560フィート (170 m)地点と4,300フィート (1,300 m)地点で破裂した。NTSBはパイロットが離陸を試みた際、主脚の8つのタイヤは全て接地した状態であったと結論付けた。
事故機の製造元であるマクドネル・ダグラスも凍った滑走路面での離陸試験を実施した。その結果、NTSBとNASAが行った実験とほぼ同様の結果となった。実験からマクドネル・ダクラスは加速度が通常の離陸時と比べて少ししか減少しなかったため、パイロットがタイヤが回転していない事に気付かなかった可能性を指摘した。また、タイヤが回転しなかった原因として推測されることとして以下を挙げた。
- ブレーキ、またはブレーキシステムを制御する油圧装置に故障が発生したため、ブレーキが解除されなかった。
- ホイールの取り付けミスにより摩擦力が大きくなり、ホイールの回転が妨げられた。
- パイロットが離陸前にパーキングブレーキの解除を忘れた。

NTSBはアメリカ合衆国でDC-8を保有する12の航空会社に対して過去にブレーキの故障や誤作動があったか問い合わせた。その結果、ブレーキの作動が遅いという報告はあったが、故障や誤作動についてはなかった。
NTSBは事故機のブレーキシステムを調査したが、誤動作や故障が発生していたという兆候は見られなかった。パーキングブレーキのレバーは格納位置にあったが、エアシリンダーが破損していたため、実際にブレーキが解除されていたかは判別できなかった。また、ブレーキシステムの油圧装置は火災により破損していたため、検査を行うことは出来なかった。事故機で以前に記録されていた、タキシング中に左へ機体が曲がるという事から、調査官は前脚のブレーキ故障を疑った。しかし、整備記録には前脚のブレーキ故障を立証するような記録は無かった。
調査官はパイロットたちに対する聞き取り調査を行った。機長は待機中は爪先でブレーキを踏んでおり、エンジンの出力を上げる前にブレーキを解除したと証言した。副操縦士は踵を床に着けており、ラダーペダルにのみ足を乗せていたと話した。また、どちらのパイロットも離陸時にブレーキが作動したように感じなかったと証言した。NTSBはパーキングブレーキの可能性を考えた。どちらのパイロットも駐機上を離れてからパーキングブレーキを使用していないと証言した。CVRの記録が無いため、パイロットがチェックリストをどのように実行していたかは不明だった。離陸前、3/26便が滑走路で待機していた時間は1分30秒で、パイロットがチェックリストの実行を急ぎ、ブレーキに関する項目を見落とした可能性があった。また、パイロットが第1エンジンのEPRの値に気をとられ、パーキングブレーキを作動させたことを失念した可能性も考えられた。パーキングブレーキが作動していた場合、黄色の警告灯が点灯するよう設計されていた。しかし、機長、副操縦士、航空機関士のいずれもこの警告灯を見ていないと証言したため、パイロットがパーキングブレーキの作動を失念した可能性は却下された。

### 事故原因
1972年3月29日、NTSBは最終報告書を発行した。報告書では事故原因としてタイヤが回転しなかったため、機体が離陸に必要な速度に達しなかったことが挙げられた。高い摩擦によって加速が妨げられていたことはV1に達するまでパイロットに気付かれなかった。NTSBは離陸滑走を行っているときに十分なブレーキ圧がかかっていたため、タイヤがロックされていたと判断した。しかし、ブレーキ圧が加わった原因を特定することはできなかった。ブレーキ圧が加わった可能性として、パーキングブレーキの誤作動、またはパイロットが不注意によってブレーキを作動させたことが推測された。